# Russisch-Turkse Oorlog (1676-1681)
De Russisch-Turkse Oorlog van 1676 tot 1681 was de eerste van elf oorlogen tussen Rusland en het Ottomaanse Rijk.
De oorlog werd veroorzaakt door de opkomende Turkse expansiepolitiek in de tweede helft van de 17e eeuw. Nadat de Ottomaanse leiders Podolië hadden veroverd tijdens de Pools-Turkse Oorlog van 1672 tot 1676, probeerde de Ottomaanse sultan Mehmet IV, met de steun van zijn vazal hetman Petro Dorosjenko (sinds 1669), de controle te verkrijgen over gans Rechteroever-Oekraïne. Diens pro-Turkse beleid zorgde voor ontevredenheid onder veel Oekraïense Kozakken, die daarop in 1674 Ivan Samoilovitsj (hetman van Linkeroever-Oekraïne) verkozen als de enige hetman voor heel Oekraïne.
Dorosjenko besloot om terug te vechten en in 1676 veroverde zijn leger van 12.000 man de stad Tsjyhyryn, waarbij hij rekende op het oprukkende Turks-Tataarse leger. De Russische en Oekraïense troepen, onder het bevel van Samoilovitsj en Grigori Romodanovski, belegerden echter Tsjyhyryn, waarop Dorosjenko zich moest overgeven. De Russisch-Oekraïense legers lieten daarop een garnizoen achter in Tsjyhyryn en trokken zich terug naar de linkeroever van de Dnjepr. Mehmet IV benoemde daarop de door hem eerder gevangengenomen Joeri Chmelnitsky tot nieuwe hetman van Rechteroever-Oekraïne. In juli 1677 gaf Mehmet IV zijn leger van 120.000 man onder het bevel van Şeytan Ibrahim Paşa opdracht om op te rukken naar Tsjyhyryn.
In juli 1678 volgde een nieuwe belegering van Tsjyhyryn door het Turkse leger met ditmaal ongeveer 80.000 man onder leiding van grootvizier Kara Mustafa. De Russische en Oekraïense legers met ongeveer 200.000 man wisten wel door de Turkse legers heen te breken, maar de Turken wisten echter Tsjyhyryn alsnog te bezetten op 11 augustus. Het Russische leger trok zich daarop terug over de Dnjepr, waarbij ze het achtervolgende Ottomaanse leger van zich af wist te slaan.
Van 1679 tot 1680 wisten de Russen de aanvallen van de Krimtataren af te slaan en tekenden de Vrede van Bachtsjisaraj op 3 januari 1681, waarmee de Russisch-Turkse grens werd gelegd bij de Dnjepr.
Russisch-Turkse Oorlog (1569-1570) · Russisch-Turkse Oorlog (1676-1681) · Russisch-Turkse Oorlog (1686-1700) · Russisch-Turkse Oorlog (1710-1711) · Russisch-Turkse Oorlog (1735-1739) · Russisch-Turkse Oorlog (1768-1774) · Russisch-Turkse Oorlog (1787-1792) · Russisch-Turkse Oorlog (1806-1812) · Griekse Onafhankelijkheidsoorlog (1821-1831) · Russisch-Turkse Oorlog (1828-1829) · Krimoorlog (1853-1856) · Russisch-Turkse Oorlog (1877-1878) · Kaukasusveldtocht (1914-1918)